# Ali Aliu (Literaturwissenschaftler)

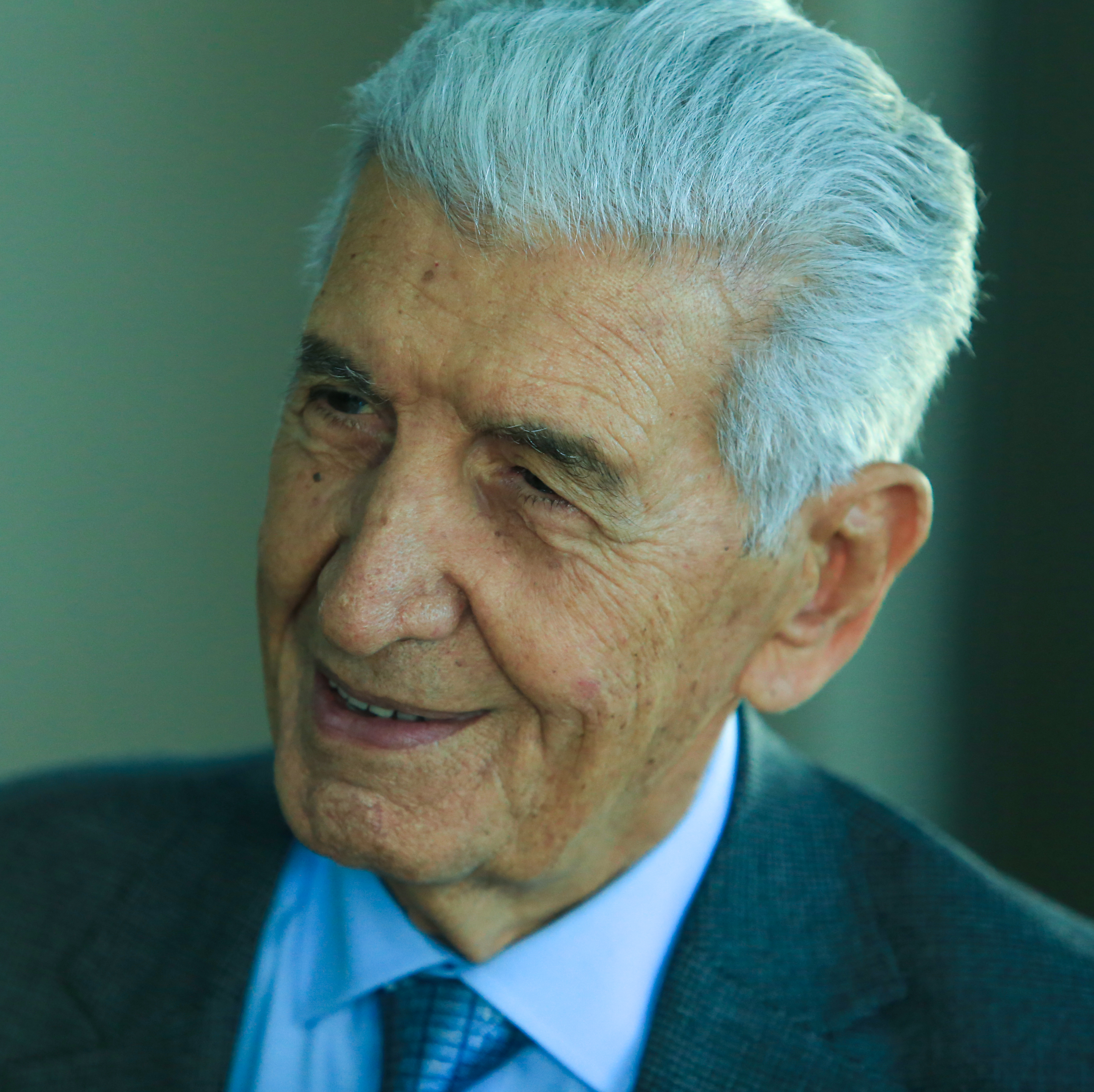
Ali Aliu, 2024

Ali Aliu (* 1. April 1934 in Krani bei Resen, SFR Jugoslawien, heute Nordmazedonien) ist ein nordmazedonien-albanischer Literaturwissenschaftler.

## Leben
Ali Aliu studierte Sprachwissenschaften an der Universität Skopje sowie Albanologie an der Universität Belgrad. Ab 1959 arbeitete er für verschiedene albanischsprachige Zeitungen. 1974 promovierte er an der Universität Priština mit einer Arbeit über den albanischen Schriftsteller Petro Marko. Dort lehrte er Literaturwissenschaft, bis er 1990 aus politischen Gründen aus der Universität ausgeschlossen wurde. Später lehrte er an der privaten South East European University in Tetovo. Zeitweise war er Mitglied der Demokratischen Liga des Kosovo.
Er gehört den Akademien der Wissenschaften und Künste Mazedoniens und des Kosovos sowie den P.E.N. beider Staaten an.

## Werke
- Kërkime (Studien), 1971
- Don Kishoti te Shqiptarët (Don Quijote unter den Albanern), 1996; 2. Aufl. 2005, ISBN 9951413234
  - mazedonischsprachige Ausgabe: Don Kihot među Albancite, 2003, ISBN 9989323526
  - englischsprachige Ausgabe: Don Quixote among Albanians, 2011, ISBN 978-608-232-089-2
- Letërsia bashkëkohore shqiptare (albanische Literatur der Gegenwart), 2001, ISBN 9992770031
- Kronika letrare (Chronik der Literatur), 2003, ISBN 9989-58-079-0
- (als Herausgeber, gemeinsam mit Gane Todorovski): Skenderbeg 1405-1468, 2005, ISBN 9989-101-63-9